# 普安镇 (宜宾市)
普安镇，是中华人民共和国四川省宜宾市叙州区曾经下辖的一个镇。2019年8月，撤销普安镇，将其所属行政区域划归赵场街道管辖。

## 行政区划
普安镇撤销前下辖以下地区：
迎宾社区、周坝村、普和社区村、风洞村、仙山村、凉井村、光荣村、致益村、川主村、土主村、青龙村、民新村、北平村、福林村、大房村、田坎村、国强村、大理村、英明村和安明村。